# Alexandre Weyl
Pour les articles homonymes, voir Weyl.
Alexandre Weyl est un joueur français de volley-ball né le 2 mars 1984 à Saint-Malo (Ille-et-Vilaine). Il mesure 1,98 m et joue central.

## Clubs
| Club                  | De        | À         |
| --------------------- | --------- | --------- |
| Saint-Nazaire VBA     | 2007-2008 | 2009-2010 |
| Saint-Brieuc CAVB     | 2010-2011 | 2010-2011 |
| Rennes Volley 35      | 2011-2012 | 2012-2013 |
| Beauvais Oise UC      | 2013-2014 | 2013-2014 |
| Plessis-Robinson VB   | 2014-2015 | 2017-2018 |
| Paris Volley          | 2018-2019 | 2019-2020 |
| AS Saint-Jean-d'Illac | 2020-2021 | 2020-2021 |

## Palmarès
- Coupe de France (1)
  - Vainqueur : 2012